# Sztambuch
Sztambuch (niem. das Stammbuch, łac. album amicorum, ang. book of friendship) – niewielki, poręczny pamiętnik złożony z białych, związanych kartek. Był bardzo popularny od początku XVI w. do końca XVIII w. wśród studentów w Niemczech, Polsce, Holandii, Skandynawii i na Węgrzech.
Słowo "album" pochodzi od alb, na których w starożytnym Rzymie notowano sprawozdania z codziennych wydarzeń. Później "albusem" nazwano białą tablicę, na której czarnymi literami zapisywano publiczne obwieszczenia. Do sztambucha wpisywano się najczęściej przy okazji pożegnań, po ukończeniu studiów uniwersyteckich. Studenci, wpisując się sobie nawzajem, zapewniali się o przyjaźni i życzyli sobie powodzenia na przyszłość.
Przed epoką kolei żelaznych rozstania po ukończeniu nauki oznaczały często rozłąkę na bardzo długi czas, a nawet na zawsze. Prośba o wpis była, naturalnie, dowodem zaufania i przyjaźni, dlatego każdemu wpisującemu się zależało, aby jego tekst i ewentualna ilustracja były niebanalne i staranne. O napisanie kilku słów w swoich albumach studenci prosili też profesorów, księży i różne znane osobistości. Prośba o wpis osoby stojącej wysoko w hierarchii społecznej była dla studenta okazją do poznania przyszłego protektora, a jego autograf mógł być wykorzystany jako pismo polecające w dalszej nauce właściciela sztambucha.
Do sztambucha wpisywano się kaligrafowanym pismem na prawej stronie, lewa strona była przeznaczona na ilustracje. Do albumu wpisywano wierszyki, cytaty z dzieł, fragmenty piosenek, sentencje, powiedzenia, przysłowia i życzenia. Tematem wpisów było życie studenckie i wszelkie, wspólnie przeżyte przygody. Mile widziane było motto. Obowiązkowa była dedykacja. Do tekstu dołączano rysunki, grafiki, wycinanki z papieru i różne obrazki. Dopiero w XIX w., po wynalezieniu fotografii, w sztambuchach pojawiły się zdjęcia przyjaciół.
Właściciel sztambucha prosił o wpis słowami: Memoriae causa, a wpisujący się prosił o pamięć o nim w formułce umieszczanej na końcu: Memoriae causa scripsi.
Do najładniejszych ilustracji należały grafiki wykonane piórkiem. Ci, którym brakowało talentu malarskiego, mogli kupować gotowe kartki do sztambucha z pięknymi grafikami.
Za historyczną i geograficzną kolebkę tradycji pisania sztambuchów uznawana jest miejscowość Wittenberga w Niemczech. Najstarszym, znanym egzemplarzem jest sztambuch Clauda de Senarclensa, pochodzący z lat 1545-1559. Inny, najstarszy album to pamiętnik Duńczyka Stephanusa van Rhemen z Arnhem z lat 1556-1561. Pierwszy, znany w Polsce sztambuch pochodzi z końca XVI w.
Sztambuchy są niezwykle cennym źródłem historycznym, służącym do poznania dziejów studenckich organizacji, których działalność przed wybuchem Wiosny Ludów była niemal całkowicie zakazana. Członkowie bractw wymyślili, w celu zachowania ostrożności, specjalne kryptograficzne pismo, którego używali, wpisując się do sztambuchów.
Moda na sztambuchy przeminęła w XIX w.